# 清水希香
清水 希香（しみず あすか、1977年6月19日 - ）は千葉県出身の女優、タレント。以前の芸名は清水心香。
趣味はイルカの鑑賞、ポエムを書くこと。特技は日本舞踊、バトントワリング。1級小型船舶操縦士、ベジタブル&フルーツジュニアマイスター、ダイビングの資格を持っている。

## 出演

### テレビドラマ
- 新宿鮫 氷舞（NHK、2002年）
- 僕の生きる道（関西テレビ、2003年）
- 金曜エンタテイメント（フジテレビ）
  - 「殺意 日向夢子調停委員事件簿」（2003年）
  - 「大がかりな嘘」（2003年）
  - 「調停委員日向夢子の事件簿3 哀しい天罰」（2005年）
- 世にも奇妙な物語 春の特別篇「あなたの物語」（フジテレビ、2005年）

### その他テレビ番組
- 僕らのてっぺん（テレ朝チャンネル、2008年）
- 本気釣り（テレ朝チャンネル、2008年）
- 上田ちゃんネル 24時間ぐらいTV!!（テレ朝チャンネル、2008年）
- ジャガイモン（テレ朝チャンネル、2009年）
- 本気釣り 極（テレ朝チャンネル、2011年）

### その他
- スポーツニッポン「うん!なるほどネ 永井裕策 釣りスクール」レギュラー